# Canaleta
Canaleta és una masia situada al municipi d'Arbúcies, a la comarca catalana de la Selva.